# Anyphops alticola
Anyphops alticola is een spinnensoort uit de familie van de Selenopidae.
De wetenschappelijke naam van de soort werd in 1940 als Selenops alticola (onjuist vervoegd als "alticolus") gepubliceerd door Reginald Frederick Lawrence.